# Jelebu

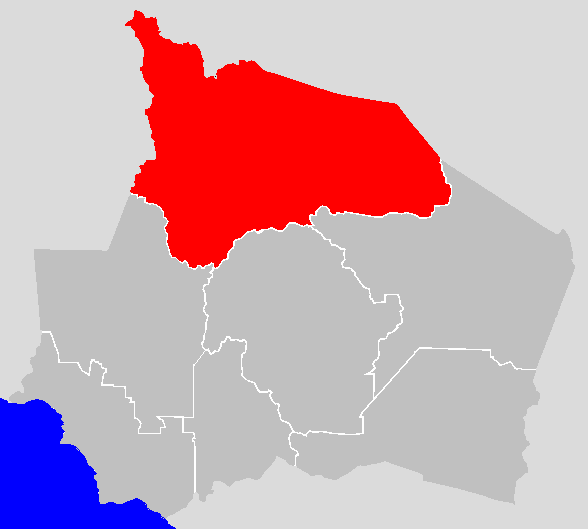
Le district de Jelebu dans Negeri Sembilan

Jelebu est un des districts le plus étendu dans l’État malaisien de Negeri Sembilan avec plus de 100 000 habitants. Il est limitrophe des districts de Seremban, de Kuala Pilah et de Jempol au sud, de l’état de Selangor à l’ouest et de l’état de Pahang à l’est. Jelebu est un district avec une industrie agricole en expansion. 
Jelebu a connu une histoire de colonisation britannique et japonaise plus infâme que les autres districts de Negeri Sembilan. Nombreux artéfacts de valeur qui datent de l’ère de colonisation ont été découverts dans la petite ville agricole de Sungai Muntoh, qui était une ville minière très prospère il y a un siècle. Ces artéfacts sont maintenant exposés au musée de l’État. Titi et la ville avoisinante de Sungai Muntoh sont les villes minières les plus prospères au Jelebu. L’industrie de l’étain qui était en plein essor a joué une raison pour laquelle  le massacre de Titi a eu lieu, avec plus de 1 500 victimes (majoritairement chinoises). Au total, environ 5 000 personnes ont été tuées sous l’occupation japonaise pendant la Seconde Guerre mondiale.
C’est au Jelebu que l’on a enregistré le climat le plus chaud en Malaisie. La partie sud-ouest du district est la plus sèche de toute Malaisie, avec les précipitations les moins élevées dans le pays. Cependant le matin y est relativement doux avec une visibilité réduite à cause des brouillards.
L’industrie de l’hévéa et l’industrie minière sont les secteurs les plus importants pendant la colonisation britannique ce qui fait la Malaisie britannique une des colonies la plus riche en ressources naturelles. Justement, c’est au Jelebu que l’on trouvait une des meilleures qualités de l’hévéa et de l’acier au monde. La culture de l’ananas y est parmi la plus importante en Malaisie péninsulaire. Jelebu abrite les principaux centres de réhabilitation pour toxicomanes qui sont les plus avancés dans l’état.